# Comté de Howell (Missouri)
Pour les articles homonymes, voir Howell.
Le comté de Howell, en anglais : Howell County,  est un comté de l'État du Missouri, aux États-Unis. Son siège de comté est la ville de West Plains.